# Eumimesis heilipoides
Eumimesis heilipoides är en skalbaggsart som beskrevs av Bates 1866. Eumimesis heilipoides ingår i släktet Eumimesis och familjen långhorningar. Inga underarter finns listade i Catalogue of Life.